# Ferdinand Zinke
Ferdinand Zinke (14. září 1856 Uhersko – 11. prosince 1921 Roudnice nad Labem) byl český lékárník, finančník, politik a sportovec, průkopník kanoistiky a vodní turistiky. Vedle veřejného působení v Roudnici je znám především díky tomu, že roku 1875 se stal majitelem vůbec první kánoe v českých zemích.

## Život a dílo

### Mládí
Narodil se v Roudnici nad Labem do rodiny Františka Zinkeho, dlouholetého starosty, význačného měšťana a mj. spoluzakladatele městského hasičského sboru. Od mládí sportoval, mj. se věnoval veslování na Labi. Po vychození obecné a střední školy začal studovat farmacii, patrně na Karlo-Ferdinandově univerzitě v Praze.

### První kanoe v českých zemích
V roce 1875 jakožto nadšenec pro vodní sporty zakoupil od Anličanů Stewense a Bradlyho, obchodníků (handlířů) se závodními koňmi kánoe, jednoduchý typ dřevěné několikamístné lodi používaný severoamerickými domorodými kmeny. Tito dva muži na oné lodi sjeli Vltavu a Malši z Kaplice do Českých Budějovic. Zinke se tak stal vůbec prvním majitelem tohoto typu plavidla v českých zemích, které se zde následně stalo velmi populárním. Další kánoe se zde přitom objevily až roku 1910, kdy je z Kanady nechal přivézt velký propagátor sportu Josef Rössler Ořovský, který je známý hlavně díky prvnímu páru lyží, které přivezl do Čech.
Roku 1877 se pak s místními sportovci podílel na založení veslařského klubu Český Athletic-Club, jehož náčelníkem se stal posléze známý sportovec a životní dobrodruh Max Švagrovský.

### Veřejná činnost

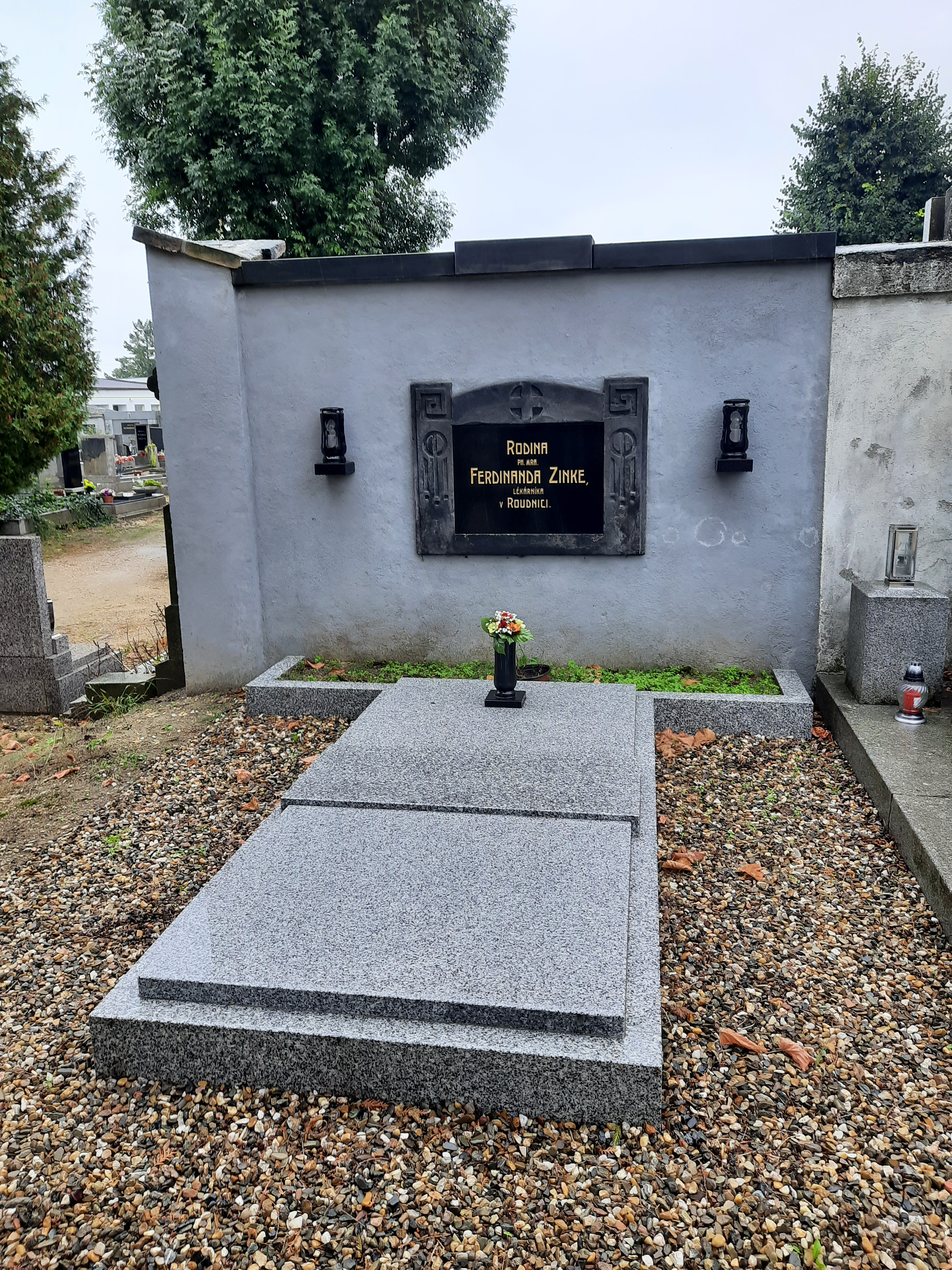
Hrobka rodiny Ferdinanda Zinkeho na Městském hřbitově v Roudnici nad Labem

Po absolvování studia pak Zinke začal provozovat lékárnu v domě č. 9 v Roudnici, který zdědil po svém otci. Čile se zapojoval do městského komunitního života: po otcově vzoru byl členem městského zastupitelstva, předsedou obecní záložny, organizátorem venkovské reprezentační schůze České lékárnické společnosti roku 1899, zakladatelem a podporovatelem dobročinných spolků a nadací. V Roudnici byl dokonce natolik oblíben, že bylo uvažováno o zbudování Zinkeho pomníku v podobě sochy ještě za jeho života, což mj. kritizoval v jednom ze svých fejetonů Jan Neruda.
Nadále se spolupracoval na sportovním životě ve městě, působil mj. jako předseda Spolku pro pěstování her mládeže.

### Úmrtí
Ferdinand Zinke zemřel 11. prosince 1921 v Roudnici nad Labem ve věku 65 let a byl pohřben v rodinné hrobce na místním městském hřbitově.